# Port Jervis
Port Jervis – miasto w Stanach Zjednoczonych, w stanie Nowy Jork, w hrabstwie Orange.